# Ira Terrell
Ira Edmondson Terrell (Dallas, Texas; 19 de junio de 1954) es un exjugador de baloncesto estadounidense que disputó dos temporadas en la NBA. Con 2,03 metros de estatura, jugaba en la posición de ala-pívot.

## Trayectoria deportiva

### Universidad
Jugó durante tres temporadas con los Mustangs de la Universidad Metodista del Sur (en la temporada junior) fue suspendido por el cobro de una pequeña cantidad de dinero), en las que promedió 21,4 puntos y 13,5 rebotes por partido. Es el único jugador en la historia de la universidad en promediar un doble-doble en cada una de las tres temporadas que disputó. En todas ellas fue incluido en el mejor quinteto de la Southwest Conference, siendo con 17.15 puntos el tercer mejor anotador histórico de los Mustangs en tres temporadas, solo superado por Gene Phillips (1968-71) y Jim Krebs (1954-57), y el segundo máximo reboteador tras Jon Koncak (1981-85), que disputó cuatro temporadas.

### Profesional
Fue elegido en la cuadragésimo quinta posición del Draft de la NBA de 1976 por Phoenix Suns, donde jugó una temporada como suplente de Alvan Adams, promediando 8,5 puntos y 5,0 rebotes por partido. Al final de la misma sufrió una grave lesión en la rodilla que le hizo perderse la temporada siguiente entera.
Antes del comienzo de la temporada 1978-79 fue despedido por los Suns, fichando poco después por los New Orleans Jazz como agente libre. Allí jugó 31 partidos, en los que promedió 4,9 puntos y 3,5 rebotes, antes de ser despedido, fichando dos semanas después por los Portland Trail Blazers, con los que terminó la temporada, retirándose definitivamente.

## Estadísticas de su carrera en la NBA

### Temporada regular
| Temporada | Edad | Equipo                 | Liga | P   | TIT | MIN  | TC  | TCA | %TC  | 3P | 3PA | %3P | TL  | TLA | %TL  | R.OF. | R.DEF. | REB | ASIS | ROB | TAP | PER | FP  | PTS |
| 1976-77   | 22   | Phoenix Suns           | NBA  | 78  |     | 22.4 | 3.6 | 7.0 | .508 |    |     |     | 1.4 | 2.3 | .631 | 1.3   | 3.7    | 5.0 | 1.3  | 0.5 | 0.6 |     | 2.1 | 8.5 |
| 1978-79   | 24   | TOTAL                  | NBA  | 49  |     | 14.9 | 1.9 | 4.0 | .470 |    |     |     | 0.7 | 1.1 | .660 | 0.9   | 2.1    | 3.0 | 0.8  | 0.4 | 0.6 | 1.1 | 2.0 | 4.5 |
| 1978-79   | 24   | New Orleans Jazz       | NBA  | 31  |     | 18.5 | 2.0 | 4.6 | .438 |    |     |     | 0.9 | 1.2 | .711 | 1.1   | 2.4    | 3.5 | 0.8  | 0.5 | 0.7 | 1.2 | 2.4 | 4.9 |
| 1978-79   | 24   | Portland Trail Blazers | NBA  | 18  |     | 8.9  | 1.7 | 3.0 | .556 |    |     |     | 0.4 | 0.8 | .533 | 0.6   | 1.5    | 2.1 | 0.8  | 0.4 | 0.3 | 0.9 | 1.5 | 3.8 |
| Total     |      |                        | NBA  | 127 |     | 19.6 | 2.9 | 5.9 | .498 |    |     |     | 1.1 | 1.8 | .638 | 1.1   | 3.1    | 4.2 | 1.1  | 0.5 | 0.6 | 1.1 | 2.1 | 7.0 |

### Playoffs
| Temp.   | Edad | Equipo                 | Liga | P | MIN | TCA | TC | 3PA | 3P | TLA | TL | R.OF. | REB | ASIS | ROB | TAP | PER | FP | PTS | %TC  | %3P | %FT | MIN | PTS | REB | AST |
| 1978-79 | 24   | Portland Trail Blazers | NBA  | 1 | 6   | 0   | 4  |     |    | 0   | 0  | 0     | 2   | 0    | 0   | 0   | 0   | 0  | 0   | .000 |     |     | 6.0 | 0.0 | 2.0 | 0.0 |
| Total   |      |                        | NBA  | 1 | 6   | 0   | 4  |     |    | 0   | 0  | 0     | 2   | 0    | 0   | 0   | 0   | 0  | 0   | .000 |     |     | 6.0 | 0.0 | 2.0 | 0.0 |